# Taxicaulis sericifolius
Taxicaulis sericifolius là một loài Rêu trong họ Hypnaceae. Loài này được (Mitt.) Müll. Hal. miêu tả khoa học đầu tiên năm 1898.